# سكوت آرنسون
سكوت جويل آرونسون (من مواليد 21 مايو 1981)، هو عالم كمبيوتر نظري أمريكي ورئيس قسم شلمبرجير المئوي لعلوم الكمبيوتر في جامعة تكساس في أوستن. مجالات بحثه الأساسية هي نظرية التعقيد الحسابي والحوسبة الكمومية.
تولى منصب عضو هيئة التدريس في معهد ماساتشوستس للتكنولوجيا في عام 2007 بعد حصوله على درجة ما بعد الدكتوراه في معهد الدراسات المتقدمة وجامعة واترلو. 
انتقل في صيف عام 2016 من معهد ماساتشوستس للتكنولوجيا إلى جامعة تكساس في أوستن بصفته أستاذًا مئويًا لديفيد جيه بروتون جونيور لعلوم الكمبيوتر وكمدير مؤسس لمركز المعلومات الكمية الجديد في جامعة تكساس في أوستن. وفي صيف 2022، أعلن أنه سيعمل لمدة عام في أوبن أيه آي على الأسس النظرية لسلامة الذكاء الاصطناعي.

## أهم أعماله
- أوجد الموقع المعروف لفهرسة الفصول الخاصة بالمسائل المعقدة Complexity Zoo نسخة محفوظة 27 أغسطس 2019 على موقع واي باك مشين. wiki .[9][10][11]